# Эскудо Кабо-Верде
Эску́до Ка́бо-Ве́рде (порт. Cabo Verde Escudo) — денежная единица Кабо-Верде, в обращении с 1 июля 1977 года, заменил колониальный эскудо Островов Зелёного Мыса, остававшийся национальной валютой с момента обретения страной независимости 5 июля 1975, обмен осуществлялся в отношении 1:1. Международное обозначение — CVE.
В денежном обращении находятся банкноты номиналом в 200, 500, 1000, 2000 и 5000 эскудо, а также монеты достоинством 1, 5, 10, 20, 50 и 100 эскудо. Все надписи на монетах и банкнотах (за исключением названий биологических видов) выполнены на португальском языке.
Один эскудо формально равен 100 сентаво, однако монеты, номинированные в сентаво, в настоящее время не выпускаются, а выпущенные ранее не являются законным средством платежа.

## Монеты

### Монеты образца 1977 года
Первые монеты независимого Кабо-Верде номиналом 20, 50 сентаво и 1, 2,5, 10, 20 и 50 эскудо были введены в обращение в 1977 году вместе с банкнотами I серии и оставались законным средством платежа до 1995 года, хотя монеты в сентаво исчезли из обращения вследствие инфляции гораздо раньше.
Изображения на аверсе и реверсе повёрнуты относительно друг друга на 180°.
| Изображение | Номинал    | Диаметр (мм) | Толщина (мм) | Масса (г) | Описание | Годы выпуска   |
| ----------- | ---------- | ------------ | ------------ | --------- | --- | -------------- |
|             | 20 сентаво | 21,00        | 1,7          | 1,3       | Аверс: герб и название государства, год выпуска. Реверс: номинал, рыба. Гурт гладкий. Материал: алюминий.                                                            | 1977 1980      |
|             | 50 сентаво | 24,50        | н/д          | 2,1       | Аверс: герб и название государства, год выпуска. Реверс: номинал, рыба. Гурт гладкий. Материал: алюминий.                                                            | 1977 1980      |
|             | 1 эскудо   | 23,50        | н/д          | 4,1       | Аверс: герб и название государства, номинал, год выпуска. Реверс: школьник за партой, надпись на порт. ESTUDAR APRENDER SEMPRE. Гурт рубчатый. Материал: бронза.     | 1977 1980      |
|             | 2,5 эскудо | 26,00        | н/д          | 7,0       | Аверс: герб и название государства, номинал, год выпуска. Реверс: крестьянин за работой, надпись на порт. PRODUZIR PARA AVANÇAR. Гурт рубчатый. Материал: бронза.    | 1977 1980 1982 |
|             | 10 эскудо  | 28,10        | н/д          | 9,0       | Аверс: герб и название государства, номинал, год выпуска. Реверс: портрет, годы жизни и имя Эдуарду Мондлане, лавровая ветвь. Гурт рубчатый. Материал: медь+никель.  | 1977 1980 1982 |
|             | 20 эскудо  | 31,10        | н/д          | 12,0      | Аверс: герб и название государства, номинал, год выпуска. Реверс: портрет, годы жизни и имя Домингуша Рамуша. Гурт рубчатый. Материал: медь+никель.                  | 1977 1980 1982 |
|             | 50 эскудо  | 34,10        | н/д          | 16,3      | Аверс: герб и название государства, номинал, год выпуска. Реверс: портрет, годы жизни и имя Амилкара Кабрала. Гурт гладкий с названием банка. Материал: медь+никель. | 1977 1980      |

### Монеты образца 1994 года
Серия монет номиналом 1, 5, 10, 20, 50 и 100 эскудо, находящихся в настоящее время в обращении, была выпущена в 1994 году. Интересно, что все монеты, кроме 1 эскудо, были выпущены с тремя различными вариантами реверса: в рамках серий «Птицы», «Растения» и «Парусники».
Изображения на аверсе и реверсе ориентированы соосно друг другу. Монета номиналом в 100 эскудо имеет форму 10-гранника, остальные монеты — круглые.
| Изображение | Номинал    | Диаметр (мм) | Толщина (мм) | Масса (г) | Описание |
| ----------- | ---------- | ------------ | ------------ | --------- | --- |
|             | 1 эскудо   | 18,00        | н/д          | 2,5       | Реверс: черепаха и её название на порт. TARTARUGA. Гурт гладкий. Материал: сталь, плак. бронзой.                                                        |
|             | 5 эскудо   | 21,00        | 1,7          | 4,0       | Реверс: а) скопа, б) Campanula jacobaea, в) парусник «Belmira». Гурт гладкий. Материал: сталь, плак. медью.                                             |
|             | 10 эскудо  | 22,00        | н/д          | 4,57      | Реверс: а) сероголовая альциона, б) Echium stenosiphon, в) парусник «Carvalho». Гурт рубчатый. Материал: сталь, плак. никелем.                          |
|             | 20 эскудо  | 25,00        | н/д          | 5,9       | Реверс: а) бурая олуша, б) Limonium braunii, в) парусник «Novas de Alegria». Гурт рубчатый. Материал: сталь, плак. никелем.                             |
|             | 50 эскудо  | 28,00        | н/д          | 7,4       | Реверс: а) Passer iagoensis, б) Asteriscus vogelii, в) парусник «Senhor das Areias». Гурт рубчатый. Материал: сталь, плак. никелем.                     |
|             | 100 эскудо | 26,00        | н/д          | 11,00     | Реверс: а) Разуанский жаворонок, б) Aeonium gorgoneum, в) парусник «Madalan». Гурт рубчатый. Материал: центр — медь+никель, кольцо — бронза или латунь. |

### Памятные монеты
Банк Кабо-Верде периодически выпускает памятные монеты из недрагоценных (сталь, плакированная бронзой; медно-никелевый сплав; биметалл) и драгоценных (серебро 900, 925 и 999 пробы; золото 750, 900, 917 и 999 пробы) металлов номиналом 1, 10, 25, 50, 100, 200, 250, 1000 и 2500 эскудо. Памятные монеты являются законным средством платежа и должны приниматься во все расчёты по номиналу.

## Банкноты

### Банкноты образца 1977 года
Выпуск первых банкнот независимого государства номиналом 100, 500 и 1000 эскудо, приуроченный к годовщине создания Банка Кабо-Верде, состоялся в 1977 году.
На лицевой стороне банкнот был изображён портрет деятеля национально-освободительного движения Кабо-Верде и Гвинеи-Бисау Амилкара Кабрала и орнамент национальной одежды (порт. pano d'obra) из посёлка Таррафал, номинал, название центрального банка, государственный герб, серийные номера (вида {\displaystyle {\tfrac {A}{\text{1}}}}123456), подписи министра финансов Амару да Луша (порт. Amaro Alexandre da Luz) и председателя Банка Кабо-Верде Корентину Сантуша (порт. Corentino Virgílio Santos),
На оборотной стороне, помимо основного изображения, размещён номинал, название центрального банка и предупреждение о подделке (порт. A lei pune o contrafactor — «Закон предусматривает наказание за подделку»).
Водяной знак — портрет Амилкара Кабрала.
Банкноты были отпечатаны в Великобритании фирмой Bradbury Wilkinson and Company.
| Банкноты банка Кабо-Верде I серии | Банкноты банка Кабо-Верде I серии | Банкноты банка Кабо-Верде I серии | Банкноты банка Кабо-Верде I серии | Банкноты банка Кабо-Верде I серии                   | Банкноты банка Кабо-Верде I серии                                    | Банкноты банка Кабо-Верде I серии |
| Изображение                       | Номинал (эскудо)                  | Размеры (мм)                      | Основные цвета                    | Описание                                            | Описание                                                             | Период обращения                  |
| Изображение                       | Номинал (эскудо)                  | Размеры (мм)                      | Основные цвета                    | Лицевая сторона                                     | Оборотная сторона                                                    | Период обращения                  |
| --------------------------------- | --------------------------------- | --------------------------------- | --------------------------------- | --------------------------------------------------- | -------------------------------------------------------------------- | --------------------------------- |
|                                   | 100                               | 106,5×68                          | красный                           | портрет Амилкара Кабрала, 1-струнная скрипка симбоа | вулкан Фогу, ветка кофе                                              | с 1 июля 1977 по 3 июля 1989      |
|                                   | 500                               | 144×71                            | синий                             | портрет Амилкара Кабрала, акула                     | порт Минделу, представители морской фауны                            | с 1 июля 1977 по 3 июля 1989      |
|                                   | 1000                              | 152×76                            | коричневый                        | портрет Амилкара Кабрала, лампочка в виде цветка    | мужчины, строящие стену из камней в кукурузном поле, соплодие банана | с 1 июля 1977 по 3 июля 1989      |

### Банкноты образца 1989 года
В 1989 году была выпущена серия банкнот, на лицевой стороне которых также был изображён портрет Амилкара Кабрала и орнамент одежды. Кроме того, на лицевой стороне изображены: номинал, название центрального банка, серийные номера (вида AB 123456), подписи министра финансов Педру Пиреша (порт. Pedro Verona Rodrigues Pires) и председателя Банка Кабо-Верде Амару да Луша (порт. Amaro Alexandre da Luz), початок кукурузы и дата выпуска.
На оборотной стороне, помимо основного изображения, размещён номинал, название центрального банка, изображение початка кукурузы и государственного герба, предупреждение о подделке.
Водяной знак — портрет Амилкара Кабрала.
Банкноты были отпечатаны в Великобритании фирмой Thomas de la Rue.
| Банкноты банка Кабо-Верде II серии              | Банкноты банка Кабо-Верде II серии | Банкноты банка Кабо-Верде II серии | Банкноты банка Кабо-Верде II серии | Банкноты банка Кабо-Верде II серии | Банкноты банка Кабо-Верде II серии                                   | Банкноты банка Кабо-Верде II серии |
| Изображение                                     | Изображение                        | Номинал (эскудо)                   | Размеры (мм)                       | Основные цвета                     | Оборотная сторона                                                    | Период обращения                   |
| Лицевая сторона                                 | Оборотная сторона                  | Номинал (эскудо)                   | Размеры (мм)                       | Основные цвета                     | Оборотная сторона                                                    | Период обращения                   |
| ----------------------------------------------- | ---------------------------------- | ---------------------------------- | ---------------------------------- | ---------------------------------- | -------------------------------------------------------------------- | ---------------------------------- |
|                                                 |                                    | 100                                | 122×67                             | красный                            | сцена фестиваля пестиков (порт. Festa do Pilão) на фоне вулкана Фогу | с 20 января 1989 по 23 января 2006 |
|                                                 |                                    | 200                                | 129×67                             | зелёный                            | международный аэропорт им. Амилкара Кабрала                          | с 20 января 1989 по 1 декабря 2008 |
|                                                 |                                    | 500                                | 136×67                             | синий                              | порт Минделу, скала Пассарос                                         | с 20 января 1989 по 1 декабря 2008 |
|                                                 |                                    | 1000                               | 143×67                             | оранжевый                          | пустынная саранча, бабочки-белянки                                   | с 20 января 1989 по 1 декабря 2008 |
|                                                 |                                    | 2500                               | 150×67                             | фиолетовый                         | здание Национальной ассамблеи в Прае                                 | с 20 января 1989 по 23 января 2006 |
| Масштаб изображений — 1,0 пикселя на миллиметр. |                                    |                                    |                                    |                                    |                                                                      |                                    |

### Банкноты образца 1992 года
В феврале 1990 года на партийном съезде ПАИКВ одобрила введение в стране многопартийной системы. Была отменена статья конституции о монополии партии, её руководящей и направляющей роли в государстве и обществе. В июле 1990 года бессменный руководитель партии Аристидиш Перейра был снят с должности Генерального секретаря ЦК, а на первых же многопартийных парламентских выборах 13 января 1991 года ПАИКВ проиграла, заняв лишь 23 из 79 мест в Национальной ассамблее. В феврале президентом избран Антониу Машкареньяш Монтейру, кандидат от победившей на парламентских выборах партии «Движение за демократию», идеология которой строилась на «антиафриканизме» и теории «атлантической нации», в связи с чем вскоре был изменён государственный герб и флаг.
Изменения не могли не коснуться и национальной валюты: уже в 1992 году была произведена модификация наиболее «ходовых» номиналов в 200, 500 и 1000 эскудо: с банкнот исчез портрет «иконы» прежнего режима Амилкара Кабрала (однако остался в виде водяного знака) и появился новый государственный герб, в остальном оформление осталось тем же самым.
Банкноты 1992 года подписаны министром финансов и планирования Жозе Вейгой (порт. José Tomás Wahnon Veiga) и председателем Банка Кабо-Верде Освалду Секейрой (порт. Oswaldo Miguel Sequeira), 2002 года — администратором Жуаном Лопешем (порт. João de Andrade Lopes) и председателем Банка Олаву Коррея (порт. Olavo Avelino Garcia Correia).
Банкноты были отпечатаны в Великобритании фирмой Thomas de la Rue.
| Банкноты банка Кабо-Верде III серии             | Банкноты банка Кабо-Верде III серии | Банкноты банка Кабо-Верде III серии | Банкноты банка Кабо-Верде III серии | Банкноты банка Кабо-Верде III серии | Банкноты банка Кабо-Верде III серии | Банкноты банка Кабо-Верде III серии         | Банкноты банка Кабо-Верде III серии | Банкноты банка Кабо-Верде III серии |
| Изображение                                     | Изображение                         | Номинал (эскудо)                    | Размеры (мм)                        | Основные цвета                      | Описание                            | Описание                                    | Даты                                | Даты                                |
| Лицевая сторона                                 | Оборотная сторона                   | Номинал (эскудо)                    | Размеры (мм)                        | Основные цвета                      | Лицевая сторона                     | Оборотная сторона                           | выпуска                             | изъятия                             |
| ----------------------------------------------- | ----------------------------------- | ----------------------------------- | ----------------------------------- | ----------------------------------- | ----------------------------------- | ------------------------------------------- | ----------------------------------- | ----------------------------------- |
|                                                 |                                     | 200                                 | 129×67                              | зелёный                             | шхуна Эрнестина                     | международный аэропорт им. Амилкара Кабрала | 8 августа 1992                      | 1 декабря 2008                      |
|                                                 |                                     | 500                                 | 136×67                              | синий                               | портрет Освальдо Алкантары          | порт Минделу, скала Пассарос                | 23 апреля 1992 1 июля 2002          | 1 декабря 2008                      |
|                                                 |                                     | 1000                                | 143×67                              | оранжевый                           | Короткопёрая камышовка              | пустынная саранча, бабочки                  | 5 июня 1992 1 июля 2002             | 1 декабря 2008                      |
| Масштаб изображений — 1,0 пикселя на миллиметр. |                                     |                                     |                                     |                                     |                                     |                                             |                                     |                                     |

### Банкноты образца 1999—2007 года
С 1999 года Банк Кабо-Верде начал выпуск первых в Африке банкнот с вертикально ориентированным изображением на обеих сторонах. Новые банкноты отличаются более современным дизайном и улучшенной защитой от подделок. Общим элементом оформления банкнот серии является орнамент из окружностей. Банкноты этой серии продолжают оставаться законным средством платежа, изымаются из обращения по мере износа.
На лицевой стороне изображены: номинал, название центрального банка, серийные номера (вида AB 123456), дата выпуска и подписи администраторов Жуану Лопеша (порт. João de Andrade Lopes, 200 эскудо), Мануэла Фредерику (порт. Manuel Pinto Frederico, 500 и 1000 эскудо) или Васко Марты (порт. Vasco Marta, 2000 и 5000 эскудо) и председателей Банка Кабо-Верде Карлуша де Бургу (порт. Carlos Augusto de Burgo, 200, 500 и 1000 эскудо), Освалду Секейры (порт. Oswaldo Miguel Sequeira, 2000 эскудо) или Олаву Коррея (порт. Olavo Avelino Garcia Correia, 5000 эскудо).
На оборотной стороне, помимо основного изображения, размещён номинал, название центрального банка, изображение и государственного герба, предупреждение о подделке.
Водяной знак — портрет Амилкара Кабрала (200 эскудо) или основное изображение с лицевой стороны банкноты и номинал (500-5000 эскудо).
Банкноты номиналом 200 и 5000 эскудо отпечатаны в Великобритании фирмой Thomas de la Rue, 500 и 1000 эскудо — фирмой François Charles Oberthur Fiduciaire во Франции, об изготовителе банкнот номиналом 2000 эскудо данные отсутствуют.
| Банкноты банка Кабо-Верде IV серии              | Банкноты банка Кабо-Верде IV серии | Банкноты банка Кабо-Верде IV серии | Банкноты банка Кабо-Верде IV серии | Банкноты банка Кабо-Верде IV серии | Банкноты банка Кабо-Верде IV серии                                              | Банкноты банка Кабо-Верде IV серии                                        | Банкноты банка Кабо-Верде IV серии |
| Изображение                                     | Изображение                        | Номинал (эскудо)                   | Размеры (мм)                       | Основные цвета                     | Описание                                                                        | Описание                                                                  | Дата выпуска                       |
| Лицевая сторона                                 | Оборотная сторона                  | Номинал (эскудо)                   | Размеры (мм)                       | Основные цвета                     | Лицевая сторона                                                                 | Оборотная сторона                                                         | Дата выпуска                       |
| ----------------------------------------------- | ---------------------------------- | ---------------------------------- | ---------------------------------- | ---------------------------------- | ------------------------------------------------------------------------------- | ------------------------------------------------------------------------- | ---------------------------------- |
|                                                 |                                    | 200                                | 62×121                             | серо-зелёный                       | шхуна Эрнестина, орнамент одежды                                                | международный аэропорт им. Амилкара Кабрала, початок кукурузы             | 20 января 2005                     |
|                                                 |                                    | 500                                | 65×130                             | зелёный                            | портрет химика Роберто Силвы, химические формулы, сосуд Гигеи, ступка и пестик  | пресс для сахарного тростника с острова Санту-Антан, ступка и пестик      | 25 февраля 2007                    |
|                                                 | внешнее изображение                | 1000                               | 66×136                             | фиолетовый                         | портрет писателя Антонио Гонсалвеса, драцена, рука с ручкой, чернильница и перо | пейзаж c драценой с острова Сан-Николау, рука с ручкой                    | 25 сентября 2007                   |
|                                                 |                                    | 2000                               | 71×142                             | синий жёлтый                       | портрет поэта Эужениу Тавареса, раскрытая книга и перо                          | цветок пурпурной лобелии, фрагмент поэмы Э. Тавареса «Morna Aguada», перо | 1 июля 1999                        |
|                                                 |                                    | 5000                               | 74×148                             | коричневый                         | женщина, переносящая камни, пушка                                               | развалины португальской крепости в Сидади-Велья, пушка                    | 5 июля 2000                        |
| Масштаб изображений — 1,0 пикселя на миллиметр. |                                    |                                    |                                    |                                    |                                                                                 |                                                                           |                                    |

### Банкноты образца 2014 года
В 2014 году последовал новый выпуск банкнот с улучшенной защитой от подделок. Банкнота номиналом 200 эскудо стала первой в истории Кабо-Верде, отпечатанной на полимерной основе.
На лицевой стороне банкнот изображены деятели Кабо-Верде, номинал, название центрального банка, серийные номера (вида AB 123456), дата выпуска, подписи администратора Мануэла Фредерику (порт. Manuel Pinto Frederico) и председателя Банка Кабо-Верде Карлуша де Бургу (порт. Carlos Augusto de Burgo) и предупреждение о подделке. Также на банкнотах этого выпуска впервые появились метки для слепых и слабовидящих людей.
На оборотной стороне размещены сюжетные композиции, связанные с соответствующими деятелями, номинал и название центрального банка.
Водяной знак — изображение портрета соответствующего деятеля.
Банкноты были отпечатаны в Великобритании фирмой Thomas de la Rue.
| Банкноты банка Кабо-Верде V серии               | Банкноты банка Кабо-Верде V серии | Банкноты банка Кабо-Верде V серии | Банкноты банка Кабо-Верде V серии | Банкноты банка Кабо-Верде V серии | Банкноты банка Кабо-Верде V серии                                                                     | Банкноты банка Кабо-Верде V серии                                                                                                | Банкноты банка Кабо-Верде V серии |
| Изображение                                     | Изображение                       | Номинал (эскудо)                  | Размеры (мм)                      | Основные цвета                    | Описание                                                                                              | Описание | Дата выпуска                      |
| Лицевая сторона                                 | Оборотная сторона                 | Номинал (эскудо)                  | Размеры (мм)                      | Основные цвета                    | Лицевая сторона                                                                                       | Оборотная сторона | Дата выпуска                      |
| ----------------------------------------------- | --------------------------------- | --------------------------------- | --------------------------------- | --------------------------------- | --- | --- | --------------------------------- |
|                                                 |                                   | 200                               | 124×63                            | красный                           | портрет писателя Энрике де Соза, карта острова Фогу, виноград                                         | вид на вулкан Фогу, виноград | 23 декабря 2014                   |
|                                                 |                                   | 500                               | 131×65                            | зелёный                           | портрет поэта Жоржи Барбозы, страницы и логотип журнала Кларидаде, раскрытая книга                    | строки из стихотворения Ж. Барбозы «Casebre», дамба Пойлано на острове Сантьягу, чернильница с пером, рисунок женщин с корзинами | 10 сентября 2015                  |
|                                                 |                                   | 1000                              | 136×66                            | голубой                           | портрет музыканта Коде ди Дона, играющего на концертине, на фоне побережья ноты, лоза и летящая птица | изображение музыканта с ферриньу на фоне заката и летящих птиц, голубь                                                           | 23 декабря 2014                   |
|                                                 |                                   | 2000                              | 142×71                            | коричневый                        | портрет певицы Сезарии Эворы, ноты                                                                    | скрипка на фоне заката на побережье                                                                                              | 23 декабря 2014                   |
|                                                 |                                   | 5000                              | 148×74                            | фиолетовый                        | портрет первого президента Аристидиша Перейры, изображение президентского дворца, карта Кабо-Верде    | карта и пейзаж Боа Вишты, труба гончарного завода                                                                                | 10 сентября 2015                  |
| Масштаб изображений — 1,0 пикселя на миллиметр. |                                   |                                   |                                   |                                   | | |                                   |

## Режим валютного курса
Курс эскудо привязан к евро в соотношении 110,265:1.